# Beach House (álbum)
Beach House é o álbum de estréia do duo de dream pop Beach House,  Foi lançado oficialmente no dia 3 de outubro de 2006, pela Carpark Records na América do Norte, Bella Union na Europa e Mistletone Records na Austrália. O álbum recebeu análises positivas da crítica especializada, sendo posteriormente incluída na lista dos "50 melhores álbuns de 2006" da Pitchfork.

## Composição
O álbum foi descrito como um indie pop com "texturas de shoegaze". O Almost Cool descreveu o som do disco como um "lo-fi, versão nublada de dream pop. A faixa de abertura, "Saltwater", é uma música sonolenta e ethereal, construída com batidas sintéticas com notas baixas e arranhadas que foram "inundadas com distorções de guitarra que se espalham suavemente e órgão incandescente". "Master Of None" tem "sintetizadores mais radiantes e [um instrumental de] guitarra suave rolando sobre um andamento com mais ritmo". "Auburn And Ivory" é uma música que ecoa as canções da década de 60, com tom psicodélico e carrega influências das clássicas canções dessa época como a "Play With Fire" de The Rolling Stones". "Childhood" é "a música mais otimista do álbum".
O Beach House adaptou a canção de folk "Snowdon Song" do grupo Tony, Caro and John, alterando a nota, o tempo e a letra e renomeando-a como "Lovelier Girl" sem atribuição ao trio Tony, Caro and John. Quatro anos após o lançamento do álbum, o trio entrou em contato com eles. Após discussões amigáveis sobre direitos autorais, a autoria da versão "Lovelier Girl" da música agora é atribuída em conjunto a Beach House e Tony Doré.

## Recepção
O álbum recebeu em sua maioria, análises geralmente positivas. No Metacritic, o debut do Beach House ganhou uma classificação de 73/100 indicando; "análises geralmente positivas". A Pitchfork elogiou o álbum, o agraciando por evocar "valsas de feiras, canções de ninar fantasmagóricas e ambiente de floresta encantada" e comparou o trabalho da dupla as músicas de Mazzy Star, Spiritualized e Slowdive. A AllMusic classificou o disco como "uma das mais místicas supresas do indie-pop". Dando uma crítica positiva ao álbum, a revista LAS comentou que: "[O álbum foi] feito para dias cinzentos ou nas tardes de agosto passadas deitado em campos dourados olhando para o céu azul", enquanto comparou com And Then Nothing Turned Itself Inside-Out do Yo La Tengo's. A Almost Cool comentou: "Parece um disco de final de verão, mas está escuro o suficiente para ouvir enquanto está repleto de neve no chão". Enquanto a Dusted Magazine o chamou de um "sonho de álbum".
Foi incluída na lista dos "50 melhores álbuns de 2006" da Pitchfork.

### Na cultura popular
A canção "Master of None" foi sampleada pelo cantor The Weeknd para a faixa "The Party & The After Party" do seu debut e mixtape House of Balloons. A música do Beach House também foi utilizada em uma série da Netflix de mesmo nome. A personagem da atriz Miranda July escuta a canção durante o clímax no filme The Future (2011).

## Faixas
Todas as letras escritas por Victoria Legrand, todas as músicas compostas por Beach House, exceto as que tem parênteses.
| N.º            | Título                                                               | Duração |  |
| 1.             | "Saltwater"                                                          | 2:55    |  |
| 2.             | "Tokyo Witch"                                                        | 3:42    |  |
| 3.             | "Apple Orchard"                                                      | 4:31    |  |
| 4.             | "Master of None"                                                     | 3:19    |  |
| 5.             | "Auburn and Ivory"                                                   | 4:30    |  |
| 6.             | "Childhood"                                                          | 3:35    |  |
| 7.             | "Lovelier Girl" (Beach House, Tony Doré)                             | 3:02    |  |
| 8.             | "House on the Hill"                                                  | 3:14    |  |
| 9.             | "Heart and Lungs" (Faixa oculta "Rain in Numbers" a partir dos 5:17) | 7:50    |  |
| Duração total: | Duração total:                                                       | 36:38   |  |

A faixa oculta "Rain in Numbers" foi relançada separadamente na coletânea oficial da dupla B-Sides and Rarities. 